# The Boxing Cats (Prof. Welton's)
The Boxing Cats (Prof. Welton's) je americký němý film z roku 1894. Režiséry jsou William Kennedy Dickson (1860–1935) a William Heise (1847–1910). Natáčení probíhalo v červenci 1894 ve studiu Černá Marie pomocí Edisonova kinetoskopu. Film trvá necelou půlminutu a zobrazuje dvě kočky s boxerskými rukavicemi, jak se spolu za doprovodu Henryho Weltona, který je drží za vodítka, perou v miniaturním ringu.
Jedná se o jeden z prvních snímků, na kterém je kočka domácí. Film je volným dílem.